# Junta d'Extremadura
La Junta d'Extremadura (en extremeny: Junta d'Estremaúra; i oficialment en castellà: Junta de Extremadura) és l'òrgan col·legiat que exerceix les funcions pròpies del govern de la Comunitat Autònoma d'Extremadura. Així mateix, d'acord amb les directrius generals del President, estableix la política general i dirigeix l'administració de la Comunitat Autònoma, exercint la funció executiva i la potestat reglamentària dins del marc constitucional i l'Estatut d'Extremadura. La seva seu, segons l'article 5 de l'Estatut d'Autonomia, és a Mèrida, capital d'Extremadura.
La Junta presenta els projectes de lleis autonòmiques a l'Assemblea d'Extremadura, així com els projectes de pressupostos generals per a ser aprovats.

## Composició
Està formada pel President, el Vicepresident o Vicepresidents si n'hi haguesin i els consellers. Cada conseller està al front d'una Consejería i són nomenats i separats lliurement pel President, informant a l'Assemblea d'Extremadura.
Actualment el president de la Junta d'Extremadura és Maria Guardiola, triada després de les eleccions del 2023 per l'Assemblea d'Extremadura, sent la segona presidenta de la Junta del Partit Popular. Durant 28 anys el president va ser del PSOE, Juan Carlos Rodríguez Ibarra entre 1983 i 2007, i Guillermo Fernández Vara entre 2007 i 2011. Posteriorment seria Antonio Monago i Guillermo Fernández Vara de nou. (veure President d'Extremadura)